# Elizabeth Norberg-Schulz
Elizabeth Norberg-Schulz, född den 27 januari 1959 i Oslo, är en norsk operasångare (lyrisk sopran), dotter till arkitekten Christian Norberg-Schulz och hans italienska hustru Anna Maria De Dominicis (1925–2015). Föräldrarna pratade engelska med varandra och norska och italienska med barnen. Norberg-Schulz lärde sig tyska i skolan och studerade franska vid Centre Culturel Francais. Språkkunskaperna visade sig bli viktiga, då opera framförs på originalspråket.
Elizabeth Norberg-Schulz studerade sång i Oslo hos Anne Brown, senare vid Accademia Nazionale di Santa Cecilia i Rom och med Hans Hotter, Peter Pears och Elisabeth Schwarzkopf. År 1996 vann hon första pris i operatävlingen i Spoleto i Italien, där hon också debuterade som Gilda i Rigoletto. Från 1991 är hon knuten till Wiener Staatsoper. Hon har gästat La Scala, Covent Garden, Opéra Bastille, Metropolitan Opera, Lyric Opera of Chicago och Festspelen i Salzburg.
Elizabeth Norberg-Schulz repertoar omfattar bland annat titelrollen i Lucia di Lammermoor, Pamina i Trollflöjten, Susanna i Figaros bröllop och Oscar i Maskeradbalen. Hon tilldelades Griegpriset 1993 och Kritikerpriset 1991/1992.